# Muzeum Polskiego Przemysłu Siarkowego

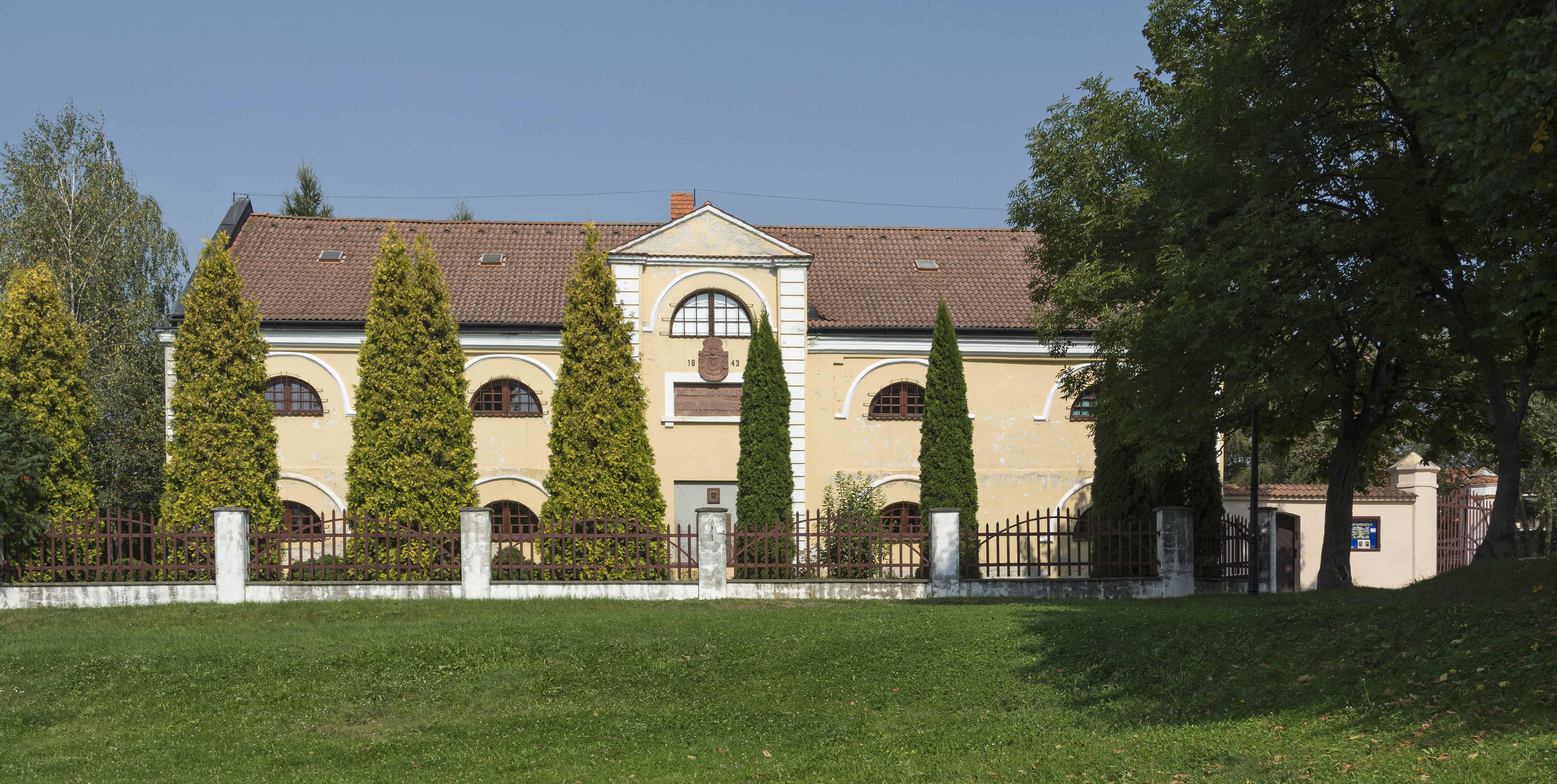
Widok od południa

Muzeum Polskiego Przemysłu Siarkowego (MPPS) – muzeum historii techniki utworzone w 2013 w Tarnobrzegu, oddział Muzeum Historycznego Miasta Tarnobrzega.

## Budynek i otoczenie muzeum
Muzeum mieści się w zabytkowym spichlerzu dworskim z 1843 roku, kilkaset metrów na północ od zabudowań zamku – rodowej siedziby Tarnowskich. Obiekt został wzniesiony w stylu klasycystycznym według projektu Jana Bogdana Tarnowskiego, zaś w latach 1989–1991 wyremontowany i adaptowany na potrzeby muzeum. Budynek muzeum posiada trzy kondygnacje, ściany budynku wzniesiono z cegły, dach kryty dachówką ceramiczną. Podczas restauracji obiektu zadbano, by zachować wewnątrz budynku oryginalne modrzewiowe belkowe stropy oraz pierwotny układ wnętrz. Autorem projektu renowacji budynku muzeum był arch. Andrzej Pawlik, na podstawie koncepcji Adama Wójcika.
Na dziedzińcu Muzeum znajduje się pomnik poświęcony pamięci marszałka Józefa Piłsudskiego, ufundowany przez Towarzystwo Przyjaciół Tarnobrzega i Muzeum Historyczne Miasta Tarnobrzega. Pomnik został odsłonięty w 1995 roku na pamiątkę 60 rocznicy śmierci Naczelnika Państwa. Obok znajduje się pamiątkowy obelisk poświęcony koniom ze sławnej niegdyś stadniny dzikowskiej, zrabowanej przez armię rosyjską podczas I wojny światowej. Obelisk posadowiono początkowo na łące dzikowskiej z polecenia hr. Zdzisława Tarnowskiego. Znajduje się tu również głaz narzutowy pochodzący z zagrody wybitnego działacza chłopskiego i senatora II Rzeczypospolitej, Wojciecha Wiącka z Machowa.